# Wodnik andyjski
Wodnik andyjski (Rallus semiplumbeus) – gatunek średniej wielkości ptaka z rodziny chruścieli (Rallidae). Wyróżniono dwa podgatunki, z których jeden występuje endemicznie w Kolumbii i jest narażony na wyginięcie, a drugi – z Peru – wymarł.

## Podgatunki
Wyróżniono dwa podgatunki R. semiplumbeus:
- wodnik kolumbijski (R. s. semiplumbeus) P.L. Sclater, 1856 – wschodnia Kolumbia
- wodnik peruwiański (R. s. peruvianus) Taczanowski, 1886 – Peru; uznany za wymarły.

## Morfologia
Opis dotyczy podgatunku nominatywnego – wodnika kolumbijskiego. Długość ciała wynosi około 21,6 cm, w tym dzioba 4,3 cm i ogona 4,5 cm. Skrzydło mierzy około 11,1 cm. Wierzch głowy czarny. Boki głowy, broda, gardło i pierś szaroniebieskie. Wierzch ciała pokrywają rudobrązowe pióra z czarnym pasem biegnącym przez ich środek. Dziób czerwony, na końcu i wzdłuż górnej krawędzi czarny. Pokrywy podogonowe w czarno-białe pasy. Nogi i stopy czerwone.

## Występowanie
Całkowity zasięg występowania wodnika kolumbijskiego (EOO – Extent of Occurrence) szacowany jest na 11 200 km², jednak ze względu na plamowe występowanie, obszar rzeczywiście zajmowany przez gatunek jest znacznie mniejszy – około 730 km². Podgatunek znany jedynie z kilku niezbyt od siebie odległych siedlisk w Kolumbii, w okolicach Bogoty. Spotykany jest na podmokłych obszarach trawiastych (sawanna i paramo) na wysokości 2500–4000 m n.p.m. (sporadycznie niżej – do 2100 m n.p.m.).
Wodnika peruwiańskiego opisano na podstawie jednego okazu (1886), nigdy więcej go nie widziano i został uznany za wymarły. Występował w Peru (dokładna lokalizacja nieznana).

## Ekologia
Głos stanowi wysokie i ostre piiip. Zaniepokojony odzywa się krótkim brzęczeniem. Okres lęgowy ma miejsce prawdopodobnie od lipca do września. Gniazda znajdywano w kępach sitowia i pałki. Pożywienie stanowią wodne bezkręgowce, robaki, mięczaki, martwe ryby, kijanki oraz materia roślinna.

## Status zagrożenia
Przez IUCN wodnik kolumbijski od 2021 roku klasyfikowany jest jako narażony na wyginięcie (VU – Vulnerable); wcześniej uznawano go za gatunek zagrożony (EN, Endangered). Całkowita populacja w 2016 roku szacowana była na około 3700 dorosłych osobników, zaś jej trend jest spadkowy z powodu utraty i degradacji siedlisk. Zagrożeniem dla gatunku są m.in. zanieczyszczenia (zarówno pochodzenia antropogenicznego jak i muł) mokradeł przez niego zasiedlanych. Wodnik kolumbijski występuje w dwóch parkach narodowych, Są to Park Narodowy Chingaza i Park Narodowy Sumapaz. Prócz tego spotykany na pięciu innych obszarach sklasyfikowanych jako Important Bird Area.